# Psorophora ciliata
Psorophora ciliata es una especie grande de mosquito originaria de América del Norte al este de la divisoria continental. Es una de las trece especies del género Psorophora que residen en los Estados Unidos continentales.  Al mosquito se le ha llamado “ gallinípero ” o “gallinípero de patas peludas” debido a su comportamiento agresivo. 

## Rango de distribución
Psorophora ciliata se encuentra al este de la Divisoria Continental de las Américas con un rango desde Dakota del Sur hacia el sur hasta América Central y al este hacia Quebec y Florida.  En América del Sur, P. ciliata se puede encontrar en ambientes tropicales o templados.  Estos insectos pueden vivir hasta dos años desde su nacimiento.

## Características visuales
Los Psorophora ciliata son mosquitos relativamente grandes en comparación con otras especies del género, con una envergadura de 7-9 mm.  Los machos y las hembras son grandes y de color amarillo. La probóscide es amarilla con la punta negra. El abdomen es pálido con la punta aún más pálida. El tórax es de color marrón oscuro con una fina franja de color amarillo brillante que recorre el tórax por la mitad con dos franjas oscuras a cada lado.  La forma más común de distinguir a P. ciliata de otras especies es por sus patas peludas y con bandas. Como todos los mosquitos, los machos tienen antenas tupidas y las hembras no.

## Comportamiento
Estos mosquitos no sólo son agresivos hacia los humanos y otros animales cuando son adultos, sino que las larvas de P. ciliata son conocidas por cazar larvas de otras especies de mosquitos e incluso renacuajos.  Campos, Fernández y Sy encontraron en su estudio de 2004 que P. ciliata era un depredador frecuente de la especie de mosquito Ochlerotatus albifasciatus en Buenos Aires, Argentina.  Las hembras son agresivas, prefieren alimentarse de grandes mamíferos,  y son más activas durante la primavera y el verano en bosques o campos durante el día o la noche.  Ponen huevos ya sea individualmente sobre suelo húmedo o en una balsa de huevos sobre charcos efímeros de agua. Por lo general, las hembras del género son capaces de poner sus huevos en tierra seca o húmeda para eclosionar meses o años después, dependiendo de la especie. 